# Valle de Ricote
Die Comarca Valle de Ricote ist eine der zwölf Comarcas in der autonomen Gemeinschaft Murcia. Das Valle de Ricote (manchmal auch Valle Morisco genannt) ist ein vom Río Segura durchflossenes Tal.
Die im Zentrum gelegene Comarca umfasst 5 Gemeinden auf einer Fläche von 201,57 km².

## Gemeinden

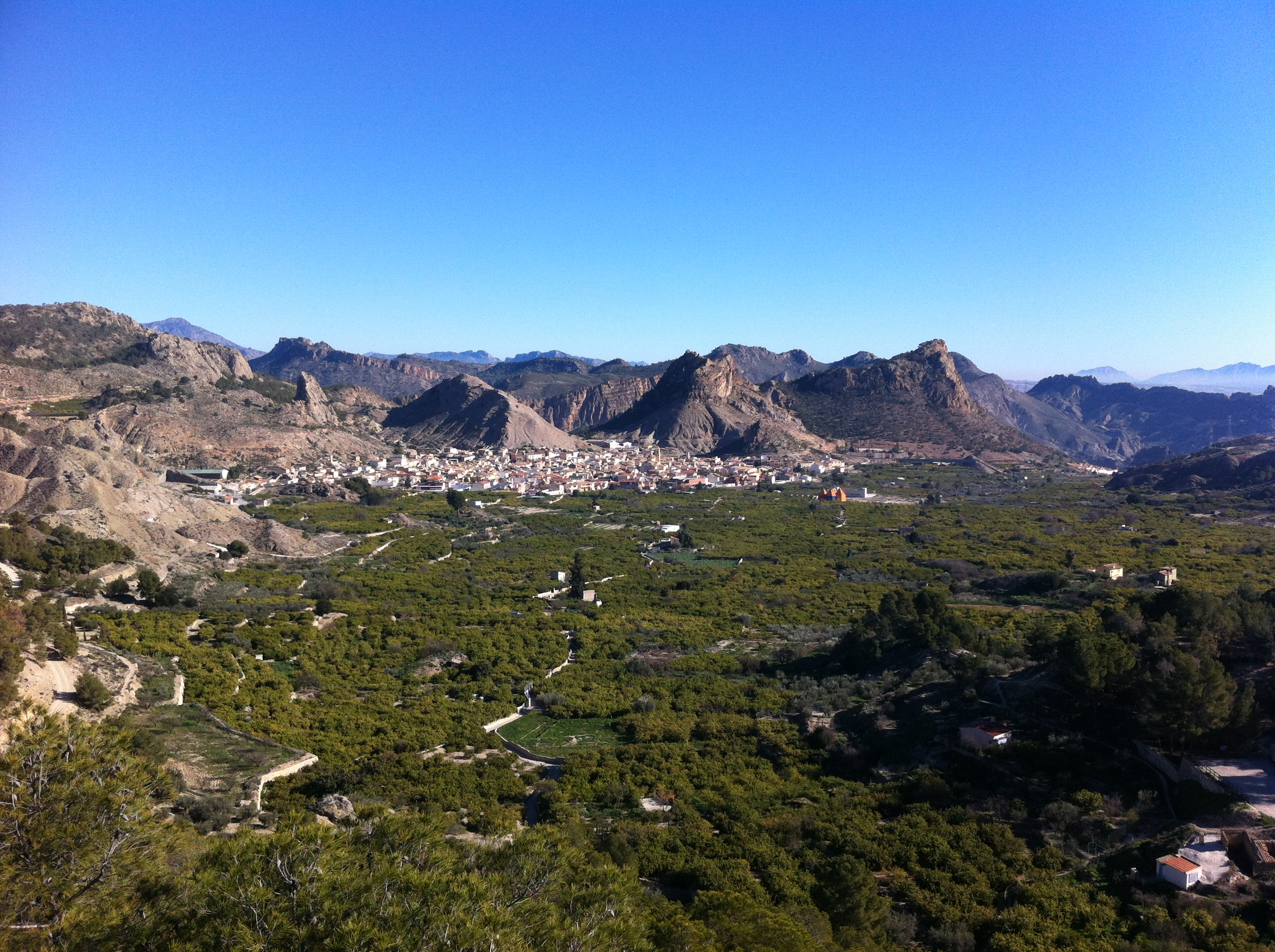
Valle de Ricote bei Ricote

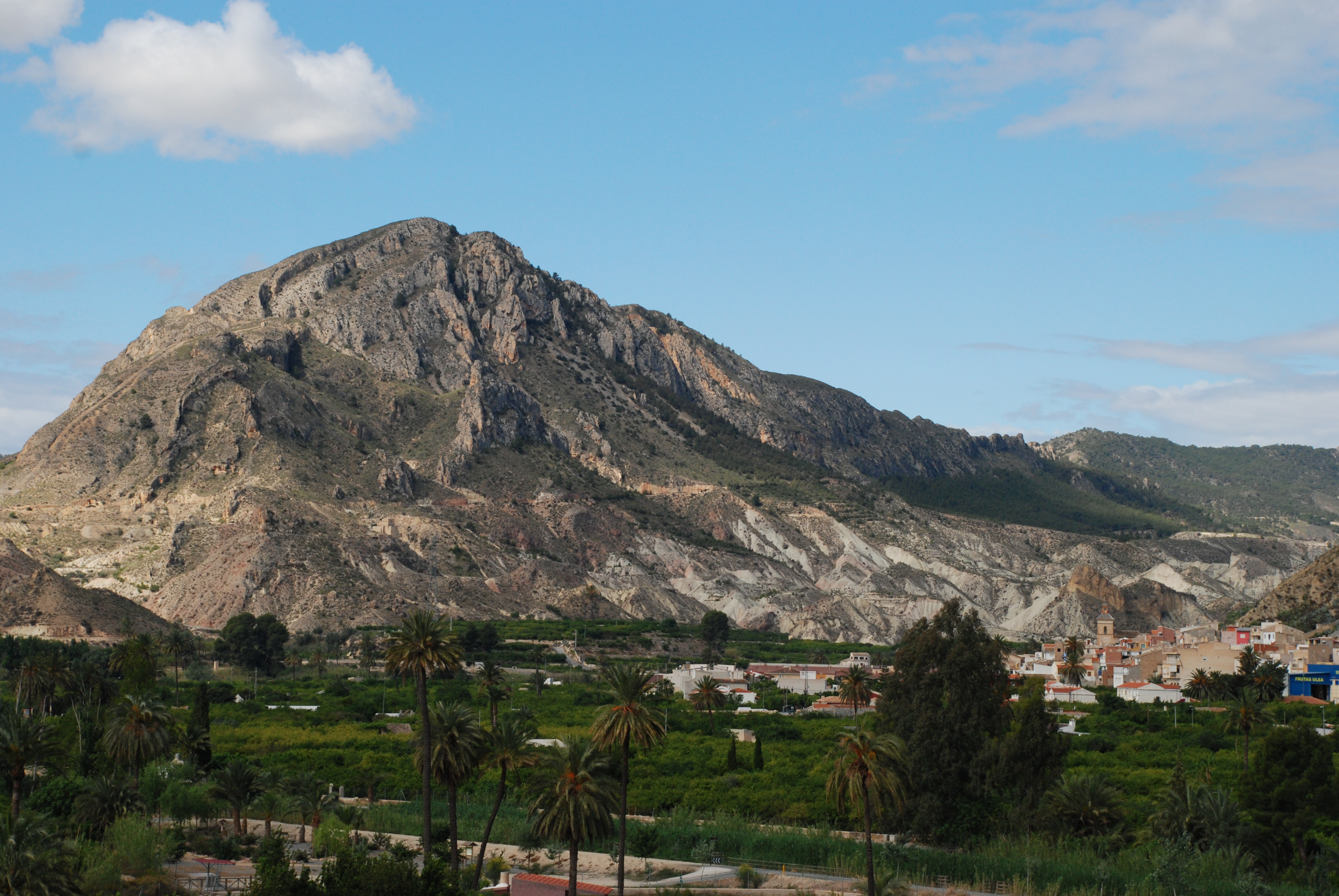
Valle de Ricote bei Ulea

| Gemeinde                  | Einwohner (2024) | Fläche km² | Dichte Einw./km² | Cod INE | Postleitzahl |
| ------------------------- | ---------------- | ---------- | ---------------- | ------- | ------------ |
| Archena                   | 20.976           | 16,40      | 1.279            | 30009   | 30600        |
| Ojós                      | 532              | 45,28      | 12               | 30031   | 30611        |
| Ricote                    | 1.212            | 86,67      | 14               | 30034   | 30610        |
| Ulea                      | 891              | 40,04      | 22               | 30040   | 30612        |
| Villanueva del Río Segura | 3.944            | 13,18      | 299              | 30042   | 30613        |
| Comarca Valle de Ricote   | 27.555           | 201,57     | 137              | –       | –            |

## Lage und Klima
Die von Südosten (Archena) nach Nordwesten (Cieza) verlaufende ca. 25 km lange Talsohle des Valle de Ricote liegt ca. 25 bis 50 km (Fahrtstrecke) nordwestlich der Stadt Murcia in einer Höhe von ca. 95 bis 165 m ü. d. M.; die Berggipfel zu beiden Seiten des Tales erreichen Höhen von 300 bis 450 m. Durch die seitlichen Berghänge entsteht ein gemäßigt-warmes Mikroklima, welches trotz der geringen jährlichen Niederschlagsmenge von nur etwa 300 mm gute landwirtschaftliche Erträge ermöglicht.
Wie auch bei den Berbersiedlungen Marokkos üblich, befinden sich Orte im Valle de Ricote niemals auf fruchtbaren Gelände, sondern am von Steinen übersäten Fuß der Berge oder an Berghängen.

## Wirtschaft
Im Valle de Ricote dominieren Obstbaumkulturen (Pfirsiche, Zitrusfrüchte, Oliven); auf den bewässerten Feldern werden Gemüse und Weizen angebaut. Nutztierhaltung ist nur von untergeordneter Bedeutung. Seit den letzten Jahrzehnten des 20. Jahrhunderts spielt der innerspanische Tourismus eine immer größer werdende wirtschaftliche Rolle.

## Geschichte

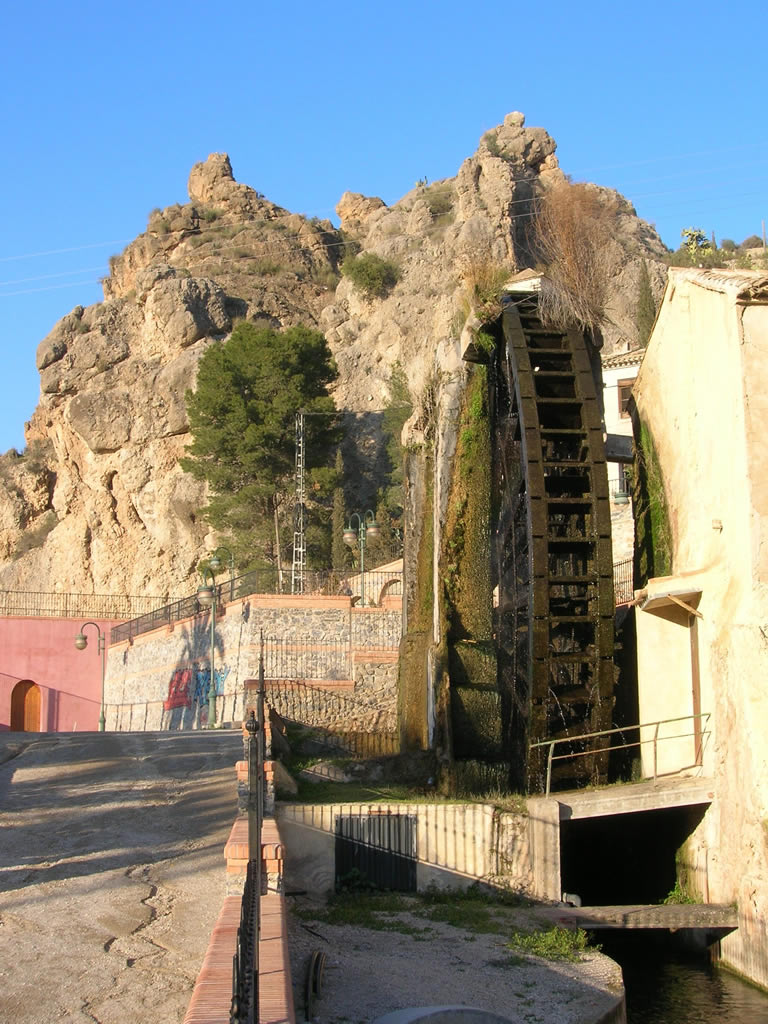
Schöpfrad (noria) in Abarán

Prähistorische Felsmalereien und andere Kleinfunde wie Pfeilspitzen verweisen auf die frühe Anwesenheit des Menschen in der Region. Für Phönizier und Karthager bildete der Río Segura eine wichtige Verbindung zwischen der Küstenstadt Cartagena und dem Hinterland. Auch Iberer und Römer ließen sich hier nieder. Zu Beginn des 8. Jahrhunderts überrannten die Mauren (oder besser die Berber) die Region, die einigen Gebieten in ihrer marokkanischen Heimat sehr ähnlich war (z. B. Aït Bougoumez-Tal oder Ounila-Tal) – nur war sie deutlich fruchtbarer. Die Berber brachten Zitrus- und Mandelbäume mit; auf den Feldern bauten sie vornehmlich Gerste und Gemüse (Bohnen, Zwiebeln) an. Die Bewässerung mittels Schöpfrädern ist jedoch eine vorderasiatische Technik.
Im Jahr 1243 wurde das nach dem Zerfall des Kalifats von Córdoba (1031) entstandene Taifa-Königreich von Murcia von christlichen Truppen erobert und in das neu entstandene Königreich Murcia überführt, das allerdings eng mit der Krone von Kastilien verbunden war. Im Jahr 1284 wurde es zur Verwaltung dem Santiago-Ritterorden übergeben, dessen Ordensemblem, das Santiagokreuz, sich in vielen Wappen der Region findet. Viele Mauren (moriscos) verließen das Land; andere blieben und wurden erst zu Beginn des 17. Jahrhunderts durch Erlasse Philipps III. bzw. seines Ersten Ministers, des Herzogs von Lerma, des Landes verwiesen, was negative demographische und wirtschaftliche Folgen für die Region hatte.

## Sehenswürdigkeiten
- Die einer Flussoase ähnelnde Landschaft des Valle de Ricote ist von einzigartiger Schönheit.
- Die in Ruinen liegende Berbersiedlung Siyâsa bei Cieza ist die besterhaltene ihrer Art auf der Iberischen Halbinsel.
- Zahlreiche Schöpfräder aus dem 18./19. Jahrhundert erinnern an alte islamische Bewässerungstechniken.